# Sigrid Baringhorst
Sigrid Baringhorst (* 1957 in Havixbeck) ist eine deutsche Politikwissenschaftlerin und Hochschullehrerin. Seit Oktober 2000 ist sie Professorin für Politische Systeme und vergleichende Politikwissenschaft an der Universität Siegen.
Zu ihren Forschungsschwerpunkten gehören neue Formen der politischen Partizipation, Politik im Netz sowie vergleichende Migrations- und Integrationsforschung.

## Werdegang
Sigrid Baringhorst wurde 1957 im westfälischen Havixbeck geboren. Sie absolvierte ein Studium der Sozialwissenschaften und Germanistik an der RWTH Aachen. An der University of Bradford in Großbritannien unterrichtete sie als DAAD-Lektorin von 1986 bis 1989 deutsche Sprache, Literatur und Landeskunde.
1991 promovierte sie an der Universität Münster mit einer Arbeit zu multikulturellen Konflikten und Integration am Beispiel der nordenglischen Stadt Bradford. An der Universität Gießen habilitierte sie sich 1997 mit einer Analyse massenmedialer Solidaritätskampagnen.
Nach verschiedenen Lehraufträgen und Vertretungsprofessuren an der Universität Münster und Gießen war sie 1998 bis 1999 Dozentin für Cultural Politics an der University of East Anglia in Großbritannien und 2000 für German Studies an der University of Technology im australischen Sydney.
Seit Oktober 2000 ist Sigrid Baringhorst Professorin für Politikwissenschaft an der Universität Siegen. Sie leitete mehrere Forschungsprojekte im Bereich Medien und Politik, so etwa von 2011 bis 2014 Neue Formen von Bürgerschaft an der Schnittstelle zwischen politischem Konsum und Social Web oder das Teilprojekt Protest- und Medienkulturen im Umbruch. Transnationale Anti-Corporate Campaigns im Zeichen digitaler Kommunikation im Rahmen des SFB/FK 615 Medienumbrüche.
Baringhorst ist Mitglied in verschiedenen Ausschüssen und Arbeitskreisen. Für die Friedrich-Ebert-Stiftung engagiert sie sich als ehrenamtliche Vertrauensdozentin und ist Mitglied der Politischen Akademie der Stiftung. Von 2011 bis 2015 hatte sie den Vorsitz des Wissenschaftlichen Beirats des Bundesamtes für Migration und Integration vor und ist seit 2012 Mitglied im Rat für Migration.

## Publikationen (Auswahl)

### Als Verfasserin
- Fremde in der Stadt: multikulturelle Minderheitenpolitik, dargestellt am Beispiel der nordenglischen Stadt Bradford. (Dissertation, Pluralistische Integration und ethnische Konflikte, Universität Münster 1990) (= Nomos-Universitätsschriften / Politik. Band 22). 1. Auflage. Nomos, Baden-Baden 1991, ISBN 3-7890-2409-0.
- Politik als Kampagne: zur medialen Erzeugung von Solidarität. (Habilitationsschrift Is there a Better Way to Save the World?! Zur symbolischen Konstruktion von Solidarität in Medienkampagnen Universität Gießen 1997). Westdeutscher Verlag, Opladen, Wiesbaden 1998, ISBN 3-531-13155-9, doi:10.1007/978-3-322-90763-9, urn:nbn:de:1111-20120511744.
- Europa ohne Europäer? Möglichkeiten und Probleme der Herausbildung einer europäischen Identität. In: Grenzgänge(r): Beiträge zu Politik, Kultur und Religion. (Festschrift für Gerhard Hufnagel). Universitäts-Verlag universi, Siegen 2004, ISBN 3-936533-14-8, S. 15–33.
- mit Mundo Yang, Tobias Quednau: Das Private ist politisch: Konsum und Lebensstile (= Forschungsjournal Soziale Bewegungen. Sonderheft). 2015.

### Als Herausgeberin
- mit Mechtild Jansen (Hrsg.): Politik der Multikultur: vergleichende Perspektiven zu Einwanderung und Integration. 1.  Auflage. Nomos-Verl.-Ges, Baden-Baden 1994, ISBN 3-7890-3560-2 (dnb.de [abgerufen am 25. Dezember 2020]).
- mit Mechtild Jansen, Martina Ritter (Hrsg.): Frauen in der Defensive? zur Backlash-Debatte in Deutschland (= Perspektiven aktueller Frauenforschung. Band 3). Lit, Münster 1995, ISBN 3-8258-2695-3.
- mit Bianca Müller, Holger Schmied (Hrsg.): Macht der Zeichen – Zeichen der Macht: neue Strategien politischer Kommunikation. Lang, Frankfurt am Main, Berlin, Bern, New York, Paris, Wien 1995, ISBN 3-631-48833-5.
- Mediendemokratie – Mediokratie (= Sowi : das Journal für Geschichte, Politik, Wirtschaft und Kultur. Nr. 3). Friedrich, Seelze 2002, ISBN 3-617-25071-8.
- mit Gerhard Hufnagel (Hrsg.): Religiosität ohne Religion? Dossier: ein homo religiosus der Zukunft? (= Sowi : das Journal für Geschichte, Politik, Wirtschaft und Kultur. Heft 4). Friedrich, Seelze 2003, ISBN 3-617-25076-9.
- mit Ingo Broer (Hrsg.): Grenzgänge(r): Beiträge zu Politik, Kultur und Religion. (Festschrift für Gerhard Hufnagel). Universitäts-Verlag universi, Siegen 2004, ISBN 3-936533-14-8.
- mit Martina Ritter (Hrsg.): Geschlechterverhältnisse heute. Neue Konstellationen und Fragen (= Sowi : das Journal für Geschichte, Politik, Wirtschaft und Kultur. Heft 3). Friedrich, Seelze 2005, ISBN 3-617-25076-9.
- Rainer Geißler, Dieter Pfau (Hrsg.): 20 Jahre Ausländerbeirat – 20 Jahre Freundschaftsfest: Aspekte der Migration und Integration im Raum Siegen. Univ.-Bibliothek, Siegen 2005, ISBN 3-9809821-1-4.
- mit Jim Hollifield, Uwe Hunger (Hrsg.): Herausforderung Migration – Perspektiven der vergleichenden Politikwissenschaft. (Festschrift für Dietrich Thränhardt) (= Studien zur Politikwissenschaft : Abteilung B, Forschungsberichte und Dissertationen. Band 97). Lit, Berlin Münster 2006, ISBN 3-8258-9920-9.
- mit Uwe Hunger, Karin Schönwälder (Hrsg.): Politische Steuerung von Integrationsprozessen: Intentionen und Wirkungen. Verlag für Sozialwissenschaften, Wiesbaden 2006, ISBN 3-531-15173-8.
- Politik mit dem Einkaufswagen: Unternehmen und Konsumenten als Bürger in der globalen Mediengesellschaft (= Medienumbrüche. Nr. 21). Transcript, Bielefeld 2007, ISBN 978-3-89942-648-9, urn:nbn:de:hbz:467-3879.
- mit Veronika Kneip, Annegret März, Johanna Niesyto (Hrsg.): Unternehmenskritische Kampagnen: politischer Protest im Zeichen digitaler Kommunikation (= Bürgergesellschaft und Demokratie. Band 34). Verlag für Sozialwissenschaften, Wiesbaden 2010, ISBN 978-3-531-17451-8.
- mit Veronika Kneip, Johanna Niesyto (Hrsg.): Political Campaigning on the Web (= Medienumbrüche. Nr. 37). transcript Verlag, Bielefeld 2017, ISBN 978-3-8394-1047-9 (dnb.de [abgerufen am 25. Dezember 2020]).